# Ladocea
Ladocea (en grec antic Λαδόκεια) fou un indret del districte arcadi de Menàlia, que després de la fundació de Megalòpolis (segle iv aC) va passar a dependre d'aquesta ciutat.
En aquest indret es va lliurar una batalla el 423 aC entre Tègea i Mantinea, i una altra entre la Lliga Aquea i el rei d'Esparta Cleòmenes III. No se'n coneix la situació exacta, però estava situada al camí que anava de Megalòpolis a Pal·làntion i Tègea.